# Sous-district de Yutan
 (juin 2018).
Si vous disposez d'ouvrages ou d'articles de référence ou si vous connaissez des sites web de qualité traitant du thème abordé ici, merci de compléter l'article en donnant les références utiles à sa vérifiabilité et en les liant à la section « Notes et références ».
Le sous-district de Yutan (chinois : 玉潭街道 ; pinyin : Yùtán Jiēdào) est un sous-district dans le Xian de Ningxiang, Province du Hunan, Chine. Il est frontalier avec celui de Baimaquiao au sud-ouest, celui de Chengjiao au nord et celui de Lijingpu au sud-est. En 2010, il compte une population de 200 000 habitants et une superficie de 19,9 km2.

## Division administrative
Le sous-district est divisé en neuf quartiers: Le quartier de Bayi (八一社区), celui de Chuwei (楚沩社区), celui de Huaming (花明社区), celui de Nanyuan (南苑社区), celui de Yijian (通益社区), celui de Wenzhong (文中社区), celui de Xiangshan (香山社区), celui de Xincheng (新城社区), et enfin celui de Xue'an (学庵社区).

## Géographie
La rivière Wei, également connue comme la "Mère Rivière (Mother River)", est un affluent de la Rivière Zang qui coule à travers la ville.

## Éducation
Trois lycées sont situés à l'intérieur de la ville: Ningxiang n ° 1 High School (宁乡一中), Ningxiang Experimental Senior High School (宁乡县实验中学), et Yutan Experimental Senior High School (玉潭实验中学).

## Culture
Le Huaguxi est une forme d'opéra populaire là-bas.

## Accès
La Route Nationale traverse le territoire 319 (国道319), avec l'autoroute ChanChang (长常高速公路) et 3 routes départementales : la route nationale 319 qui se poursuit dans Yiyang Ville, reliant Yutan avec les cantons de Chengjiao et de Jinghuapu; la route provinciale 1810 (1810省道) débutant à Yutan qui traverse Shuangfupu, Hengshi, Laoliangcang, Liushahe, Qingshanqiao et se connecte à Loudi; et la route provinciale 1823 (1823省道) débutant à Yutan et qui traverse Donghutang, Huaminglou, et se connecte à Shaoshan.
Le chemin de fer de Luoyang–Zhanjiang, débutant de Luoyang, Henan, jusqu'à Shijiazhuang, Province de Guangzhou, traverse la ville.

## Célébrités
- Huang Yali (en), chanteur.